# Burg Wurmlingen
Die Burg Wurmlingen, auch Schanze auf dem Aienbuch genannt, ist eine abgegangene Spornburg bei 840,5 m ü. NHN auf dem Ende eines nach Süden vorspringenden Sporns etwa 1500 Meter nordwestlich der Kirche der Gemeinde Wurmlingen im Landkreis Tuttlingen in Baden-Württemberg. Von der ehemaligen Burganlage der Wallburg sind noch Wall- und Grabenreste erhalten.